# Råsta

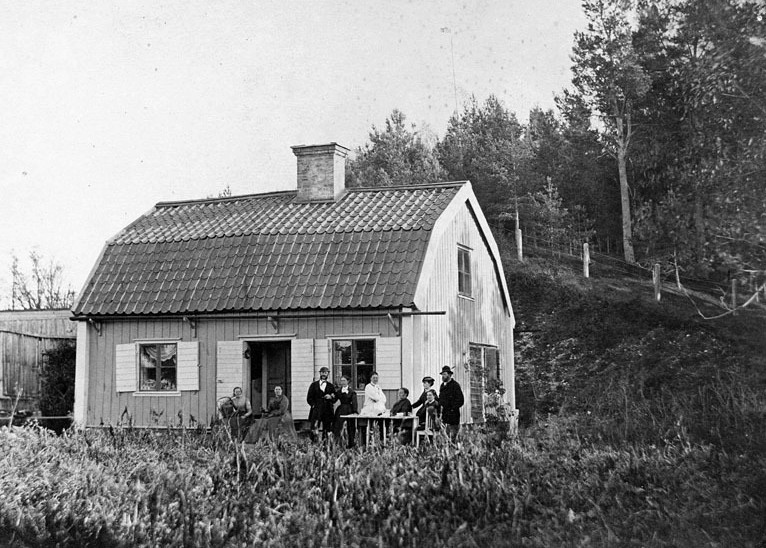
Råsta gårds mangårdsbyggnad på 1870-talet, byggnaden uppfördes ca 1779.

Råsta (äldre forn Råstad) var en historisk gård, ursprungligen belägen i Spånga socken i nuvarande Sundbybergs kommun. Dagens område Råsta gård ligger vid Råstasjöns nordvästra hörn. Råsta och Frösunda gav upphov till ortnamnet Råsunda (Råsta + Frösunda), en stadsdel i Solna kommun, Stockholm.
I den norra delen av stadsdelen Ör inom Sundbybergs kommun ligger Råstadepån, som är en av Storstockholms Lokaltrafiks bussdepåer.

## Historik

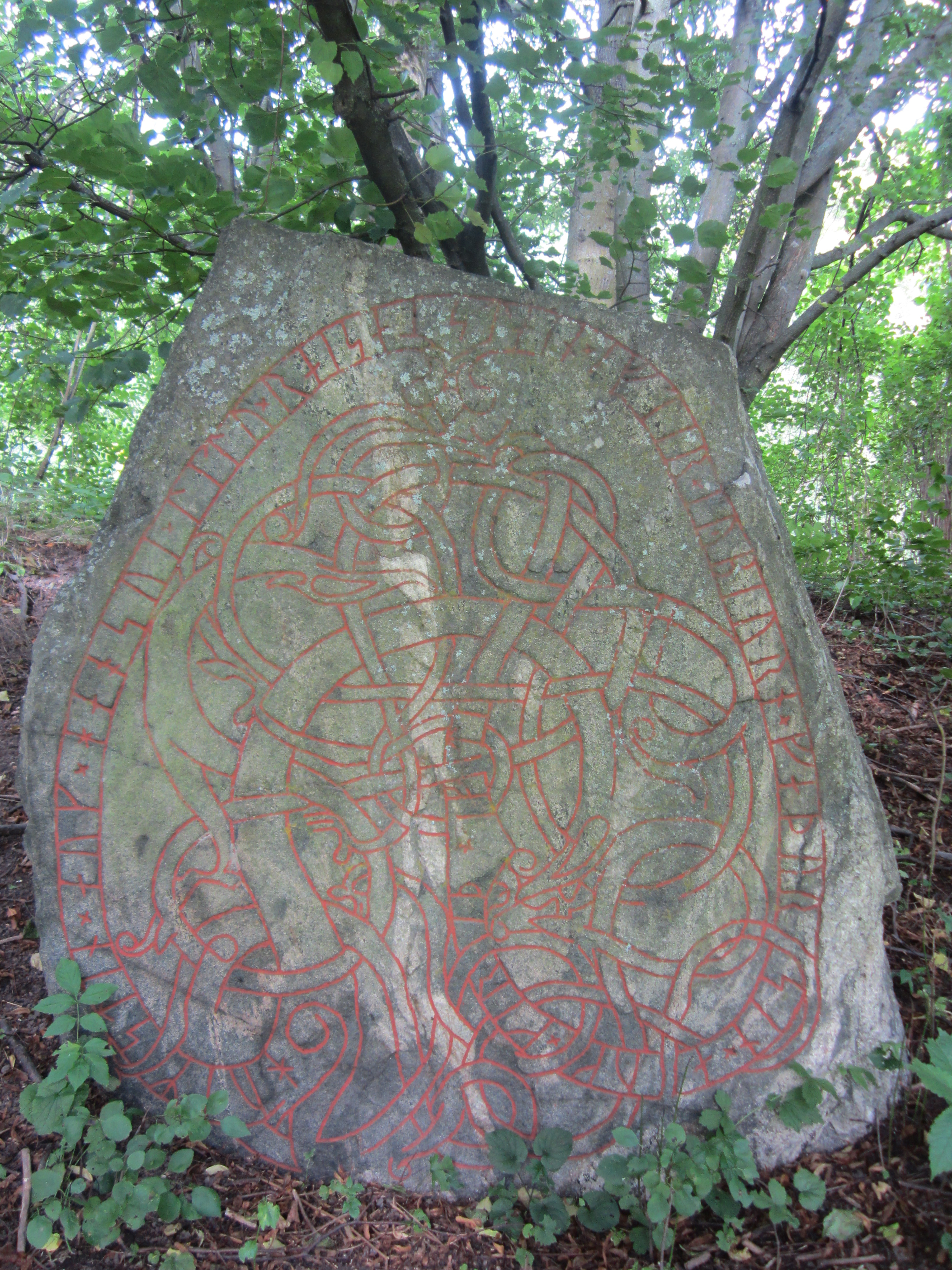
Runstenen U 77 i en trädgård vid Råsta gård.

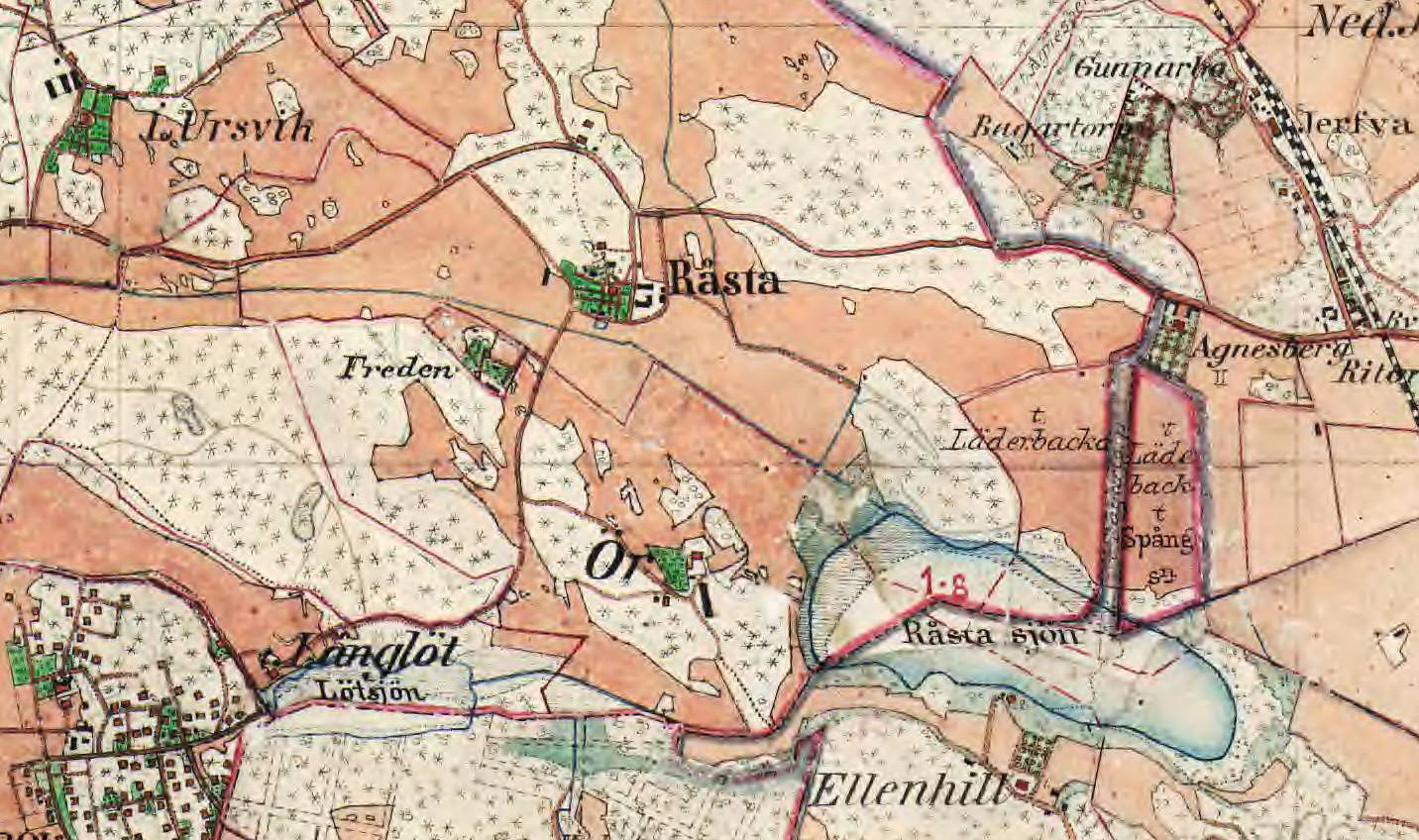
Råsta och Råstasjön, ca 1900.

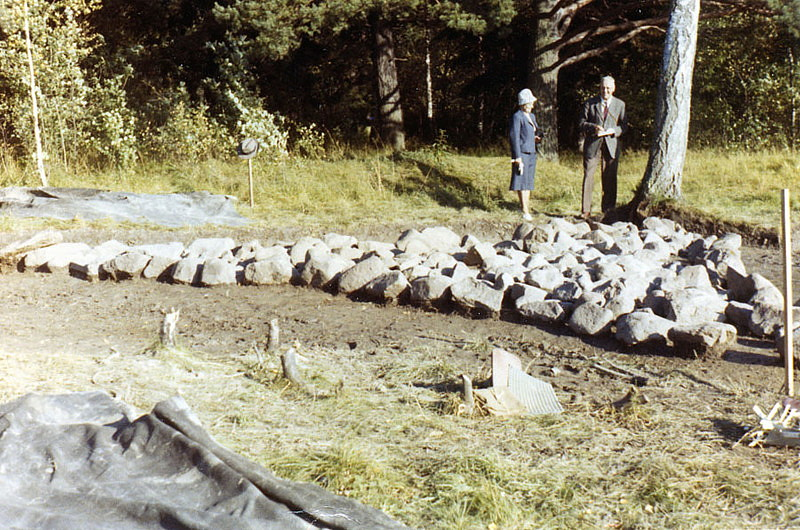
Gravfältet vid Råsta gård utgrävs 1961.

Råsta by låg cirka 800 meter nordväst om Råstasjön. Området var bebodd åtminstone under järnåldern. Förbi platsen sträcker sig en forntida färdväg som har varit markerad med två runstenar av vilka den ena fortfarande står kvar (U 77) och resterna av den andra (U 78) förvaras sedan 1976 på Sundbybergs museum. 
Under förhistorisk tid var Råstasjön och intilliggande Lötsjön en vik av dagens Brunnsviken. Under vikingatiden gick här Fröfjärden som hade förbindelse med Mälaren.
Cirka 300 meter öster om Råsta finns ett gravfält (RAÄ-nummer: Sundbyberg 25:1). Gravfältet undersöktes 1961. De forntida fynden tyder på en kontinuerlig bebyggelsehistorik från vikingatiden fram till våra dagar.
År 1375 omnämns Råsta som kronoegendom och under 1400-talet omtalas flera gånger en Laurens Niclisson j røzta. I samband med en lantmäteriförrättning 1803 betecknas  Råsta (Råstad) liggande under Ulriksdals kungsgård.
Under medeltiden var Råsta tillsammans med Lilla Ursvik, Stora Ursvik och Kymlinge fyra stora gårdar i norra Sundbyberg. Gamla vägsträckningar i området är Ursviksvägen som tidigare förband Ursvik med Råsta.
Råsta gårds sista huvudbyggnad uppfördes 1779 men existerar inte längre. På ett fotografi från omkring 1870 syns familjen Berggren framför mangårdsbyggnaden. Råsta gårds nuvarande huvudbyggnad är från 1940-talet. Till gårdsmiljön hör även några äldre byggnader. På gården bedrivs idag hästverksamhet för bland annat Sundbybergs Ryttarförening.

## Nutida bilder

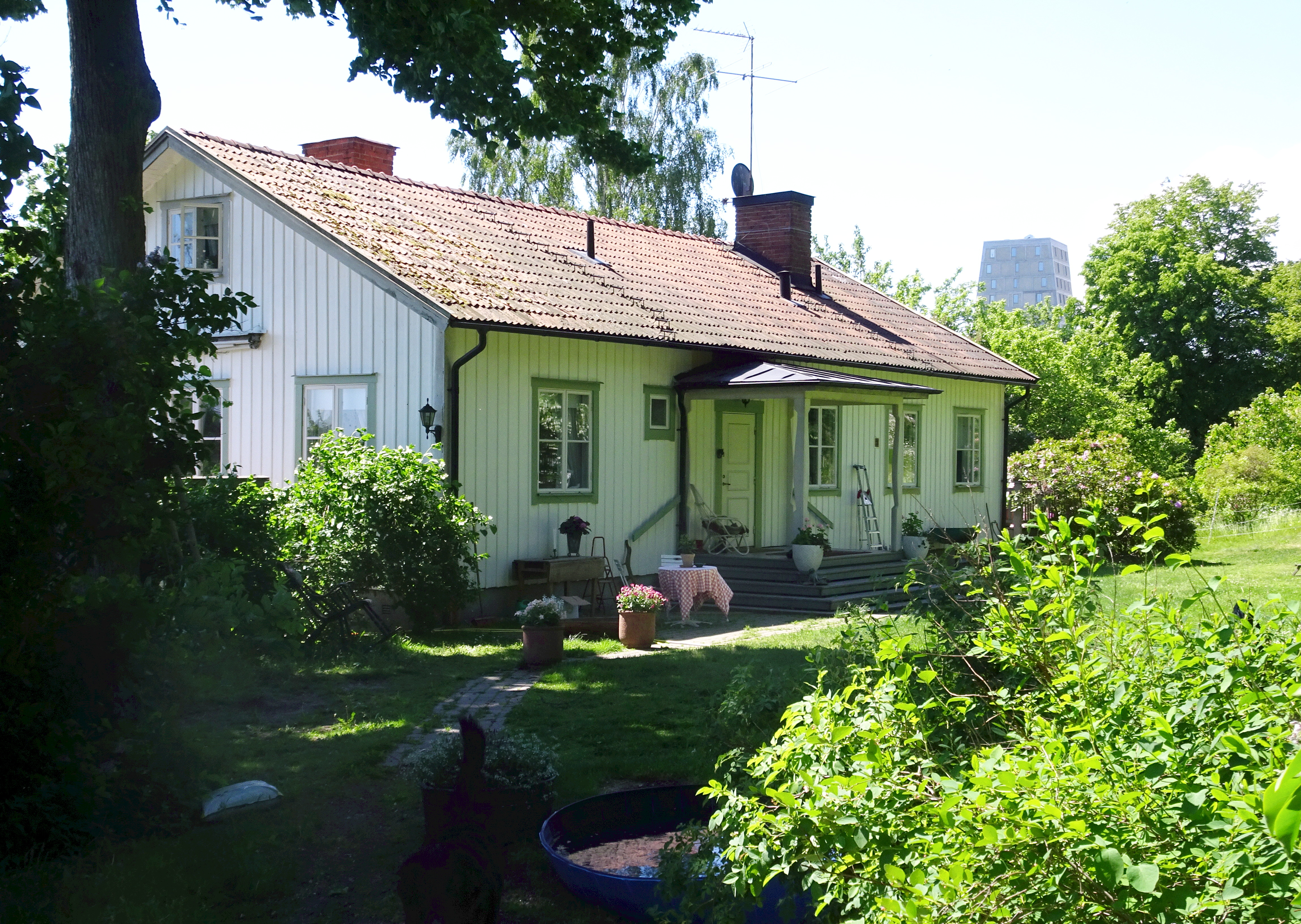
Huvudbyggnaden är från 1940-talet.
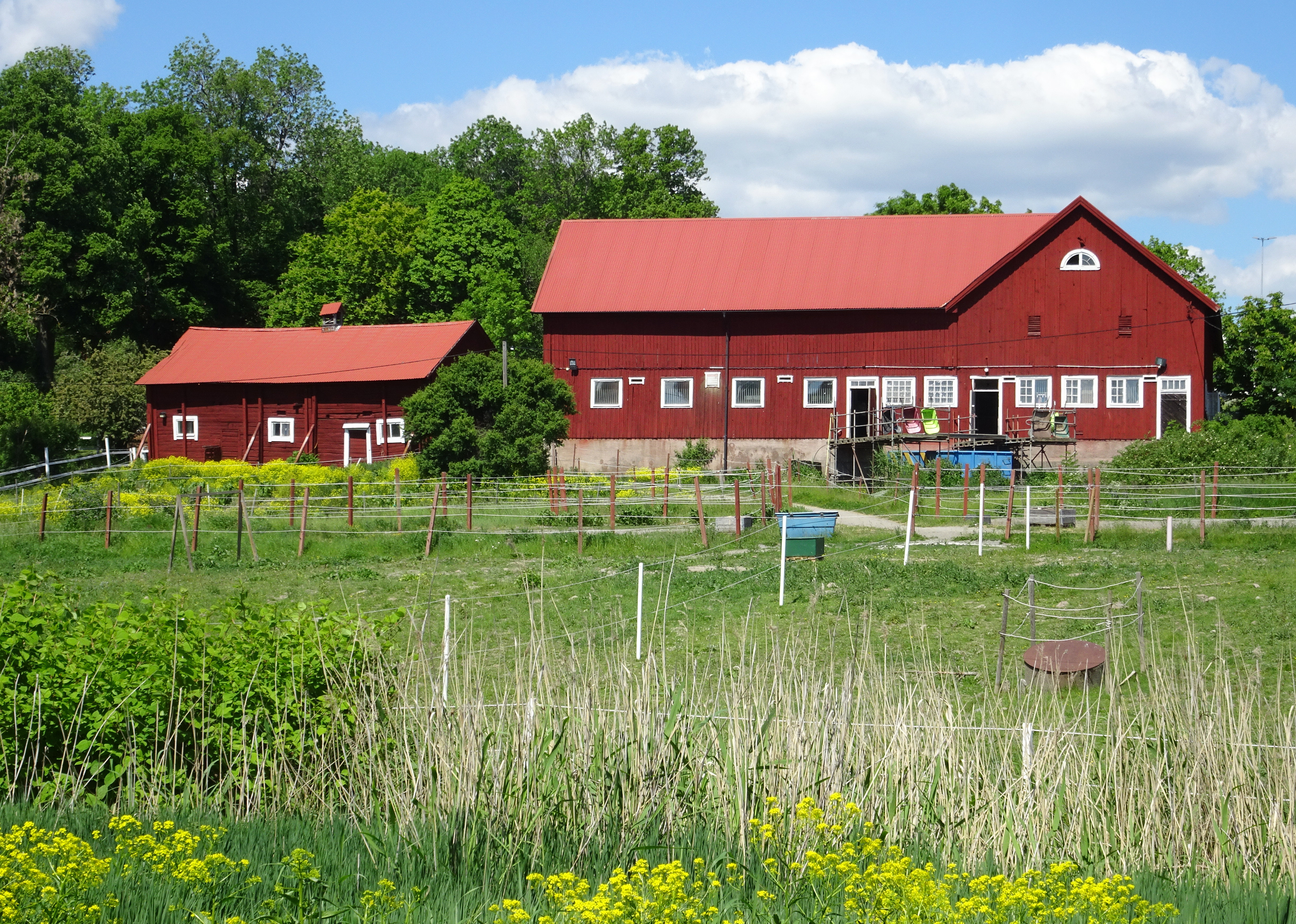
Stall (t.h.) med äldre ekonomibyggnad.
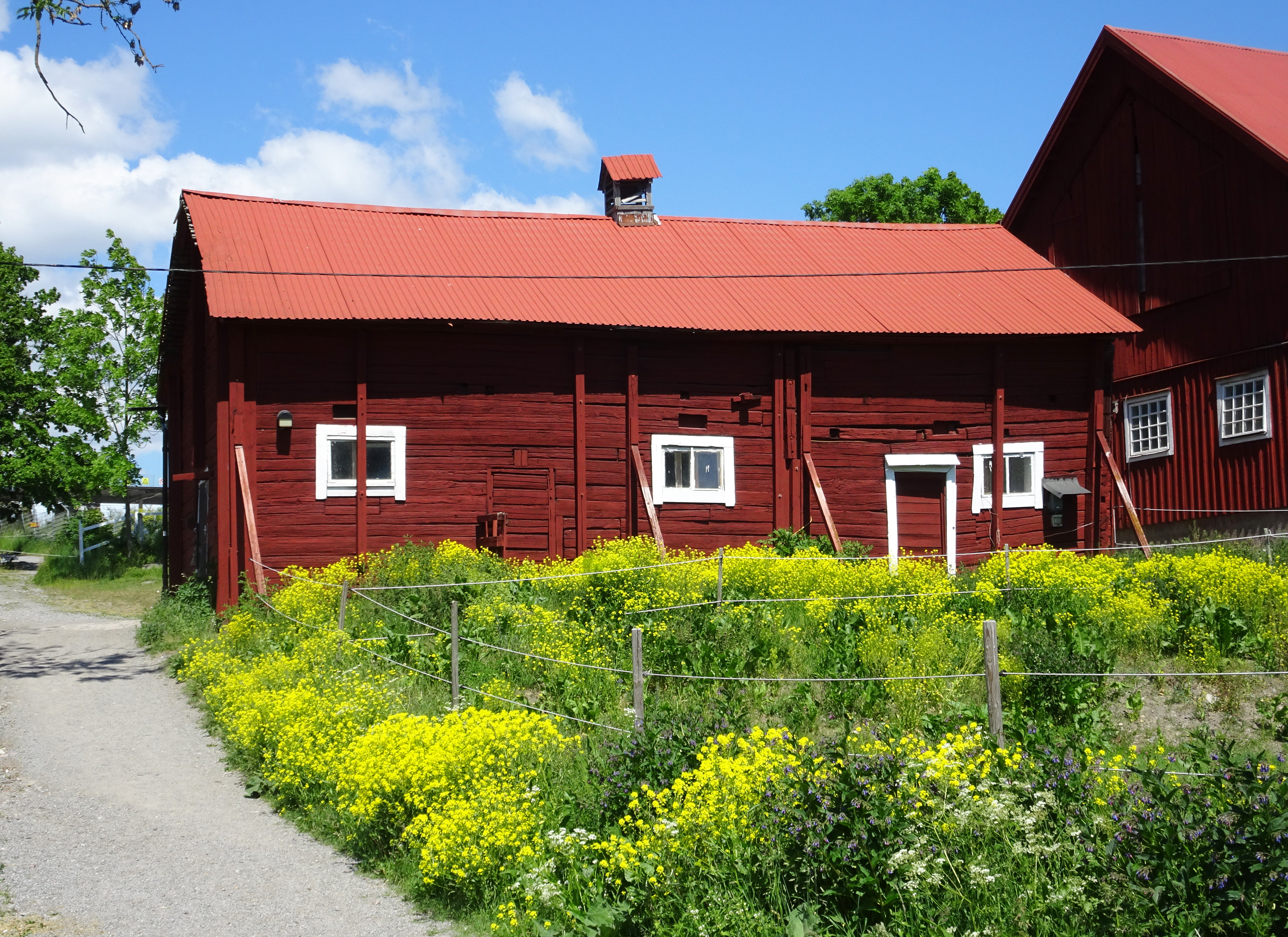
Äldre, knuttimrad ekonomibyggnad.
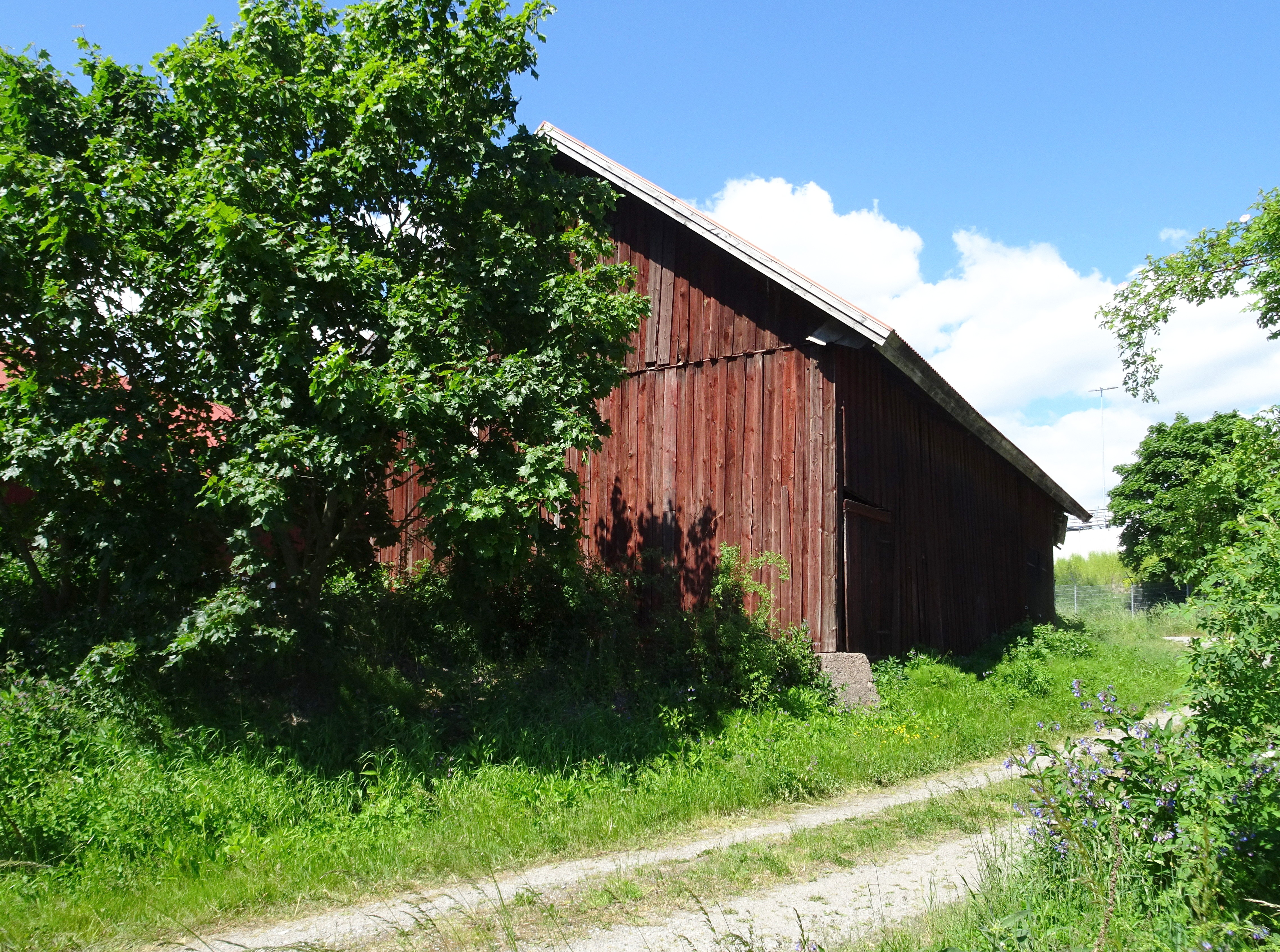
Äldre lada.